# 90F busz (Szeged)
A szegedi 90F jelzésű autóbusz Petőfitelep, Fő tér és  Vadaspark (Textilgyári út) között közlekedik, csak munkanapokon. A járat a külvárosi részeket feltáró 90-es autóbusszal összehangolt menetrend szerint, azt sűrítve közlekedik. A járat összeköti Petőfitelepet, Felsővárost, Tarjánt, és Rókust és Móravárost. A vonalat a Volánbusz Zrt. üzemelteti.

## Története
A járat 2004. december 6-án indult a korábban megszűnt 22-es, majd a helyére lépő 20Y járat felsővárosi és petőfitelepi nyomvonalán a Csillag tér után. A 90-es járatok Csillag téri megállóhelyét áthelyezték a Budapesti körútra.
2016. június 16-ától Vadaspark (Textilgyári út) végállomásig közlekedik.
M23, 23C
1986. július 1-jétől létezett az M23-as járat, amely a Petőfitelep, Fő tér – Felső Tisza-part – Kereszttöltés utca – Budapesti krt. – Makkosházi krt. – Rókusi krt. – Vásárhelyi Pál u. – Textilgyári út – Textilművek útvonalon járt, munkásszállító járatként.[forrás?] 1997-ben 23C jelzéssel létezett a viszonylat, azonban ekkor hivatalosan csak külön meghirdetett időpontokban járt. Noha a történeti folytonosságot tekintve nincs köze, a mai 90F járat az egykori M23-as járat útvonalát fedi le (Petőfitelep és a mai Kenyérgyári úti megálló között).

## Útvonala
| Vadaspark (Textilgyári út) felé | Petőfitelep, Fő tér felé |
| --- | --- |
| Petőfitelep, Fő tér vá. – Irinyi János utca – Felső Tisza-part – Etelka sor – Csillag tér – Budapesti körút – Makkosházi körút – Rókusi körút – Vásárhelyi Pál út – Kenyérgyári út – Textilgyári út – Vadaspark (Textilgyári út) vá. | Vadaspark (Textilgyári út) vá. – Textilgyári út – Kálvária sugárút – Vásárhelyi Pál út – Rókusi körút – Makkosházi körút – Budapesti körút – Csillag tér – Etelka sor – Felső Tisza-part – Irinyi János utca – Petőfitelep, Fő tér vá. |

## Megállóhelyei
| 0  | Petőfitelep, Fő tér végállomás                           | 27 | 20, 24, 73Y                                                                     |
| 2  | Duna utca                                                | 25 | 73, 73Y                                                                         |
| 3  | Városi Stadion                                           | 24 | 73, 73Y                                                                         |
| 4  | Etelka sor (↓) Etelka sor (Felső Tisza-part) (↑)         | 22 | 9, 19 73, 73Y                                                                   |
| 5  | Erdő utca                                                | 21 | 9, 19                                                                           |
| 6  | Csaba utca                                               | 20 | 9, 19                                                                           |
| 7  | Csillag tér (Budapesti körút)                            | 19 | 9, 10, 19 20, 21, 24, 77, 77A, 84, 90, 90H                                      |
| 9  | Tarján, víztorony                                        | 18 | 10, 19 77, 77A, 84, 90, 90H                                                     |
| 11 | József Attila sugárút (Budapesti körút)                  | 16 | 3, 3F, 4 77, 77A, 77Y, 84, 90, 90H Helyközi buszok 1374, 1375, 1486, 1515, 1516 |
| 13 | Agyagos utca                                             | 14 | 84, 90, 90H                                                                     |
| 15 | Makkosházi körút (Rókusi körút) (↓) Makkosházi körút (↑) | 13 | 2 5, 8, 9, 19 84, 90, 90H Helyközi buszok                                       |
| 16 | Vértó                                                    | 11 | 2 5, 9 78, 90, 90H                                                              |
| 17 | Rókusi II. számú Általános Iskola                        | 10 | 2 5 78, 78A, 90, 90H                                                            |
| 19 | Rókusi víztorony                                         | 9  | 2 5 78, 78A, 90, 90H                                                            |
| 21 | Kisteleki utca                                           | 7  | 2 78, 78A, 90, 90H                                                              |
| 22 | Vásárhelyi Pál utca (Pulz utca)                          | 5  | 1, 2 5, 9 7F, 64, 67, 67Y, 71, 72, 72A, 75, 78, 78A, 79H, 90                    |
| 23 | Csemegi-tó                                               | 4  | 90 Helyközi buszok                                                              |
| 24 | Volánbusz Zrt.                                           | 3  | 7, 7A 90                                                                        |
| 25 | Kenyérgyári út                                           | ∫  | 90                                                                              |
| 26 | Kenyérgyári út 5.                                        | ∫  |                                                                                 |
| ∫  | Kálvária sugárút (Vásárhelyi Pál utca)                   | 2  | 90                                                                              |
| 27 | Vadaspark (Textilgyári út) végállomás                    | 0  |                                                                                 |